# Karang Ketuan
Karang Ketuan is een bestuurslaag in het regentschap Lubuklinggau van de provincie Zuid-Sumatra, Indonesië. Karang Ketuan telt 1553 inwoners (volkstelling 2010).